# Frölunda HC
Pour les articles homonymes, voir FHC.
Frölunda Hockey Club ou Frölunda HC  (anciennement Frölunda Indians), est un club de hockey sur glace basé à Göteborg en Suède et qui joue dans la SHL.

## Histoire
Le 3 février 1938, le Västra Frölunda HC voit le jour, après s'être dissocié des activités de l'association sportive de Västra Frölunda IF créée en 1930. Il devient indépendant du  Västra Frölunda IF le 29 mars 1984. 20 ans plus tard, alors que le club célèbre son 60e anniversaire d'existence et son 20e à titre de club indépendant, il remporte le titre de la ligue en terminant la saison avec la meilleure fiche de l'Elitserien et le Championnat de Suède.
Frölunda établit un nouveau record de l'Elitserien le 6 avril 2006 en remportant leur série de quart-de-finale contre le Linköpings HC 4 matches contre trois après avoir tiré de l'arrière une victoire contre trois; la saison se termine cependant par une défaite de 2 victoires contre 4 aux mains du Färjestads BK en finale. Au cours du deuxième match de la finale, Ronnie Sundin disputa son 685e match dans l'uniforme de Frölunda, établissant un record d'équipe à ce sujet.
Le 28 décembre 2009, le club bat le record d'affluence européen pour un match de club avec 30 144 spectateurs.
Le 16 juin 2004, le club raccourcit son nom passant de Västra Frölunda Hockey Club à Frölunda Hockey Club.
Pour la saison 2022-2023, le club révise son logo et redevient le Frölunda HC (qui était déjà son nom officiel).

## Palmarès
- Championnat de Suède (5)
  - 1965, 2003, 2005, 2016, 2019
- Allsvenskan (2)
  - 1959, 1989
- Ligue des champions (4)
  - 2016, 2017, 2019, 2020

## Joueurs

### Joueurs actuels
| No    | Nom                | Nat. | Position  | Arrivée                      |
| ----- | ------------------ | ---- | --------- | ---------------------------- |
| +001, | Lars Johansson     |      | Gardien   | 2022 - SKA Saint-Pétersbourg |
| +050, | Frans Tuohimaa     |      | Gardien   | 2023 - Skellefteå AIK        |
| +080, | Frederik Dichow    |      | Gardien   | 2022 - Rögle BK              |
| +002, | Christian Folin    |      | Défenseur | 2021 - Växjö Lakers HC       |
| +006, | Filip Hasa         |      | Défenseur | 2022 - MODO Hockey           |
| +007, | Henrik Tömmernes   |      | Défenseur | 2023 - Genève-Servette HC    |
| +026, | Isac Heens         |      | Défenseur | 2023 - Mora IK               |
| +033, | Linus Högberg      |      | Défenseur | 2023 - Skellefteå AIK        |
| +043, | Tom Nilsson        |      | Défenseur | 2022 - Djurgårdens IF        |
| +055, | Max Lindroth       |      | Défenseur | 2023 - Färjestad BK          |
| +011, | Erik Borg          |      | Attaquant | 2023 - HC Vita Hästen        |
| +012, | Max Friberg        |      | Attaquant | 2017 - IceCaps de Saint-Jean |
| +015, | Gustav Rydahl      |      | Attaquant | 2023 - Eagles du Colorado    |
| +016, | Otto Stenberg      |      | Attaquant | Formé au club                |
| +017, | Isac Born          |      | Attaquant | Formé au club                |
| +018, | Linus Öberg        |      | Attaquant | 2023 - Örebro HK             |
| +021, | Jere Innala        |      | Attaquant | 2022 - HIFK                  |
| +022, | Linus Nässén       |      | Attaquant | Formé au club                |
| +031, | Nicklas Lasu       |      | Attaquant | 2019 - Kärpät Oulu           |
| +032, | Noah Hasa          |      | Attaquant | Formé au club                |
| +048, | Carl Klingberg     |      | Attaquant | 2023 - EV Zoug               |
| +051, | Mats Rosseli Olsen |      | Attaquant | 2012 - Vålerenga ishockey    |
| +067, | Jayden Halbgewachs |      | Attaquant | 2023 - Flyers de Milestone   |
| +075, | David Edstrom      |      | Attaquant | Formé au club                |
| +086, | Erik Thorell       |      | Attaquant | 2023 - HC Sparta Prague      |
| +088, | Malte Strömwall    |      | Attaquant | 2023 - Wolves de Chicago     |

### Capitaines
| Rune Johansson     | 1945-1960 | Thomas Kärrbrandt | 1983-1984 | Jonas Johnson    | 2003-2008   |
| Lars-Eric Lundvall | 1960-1968 | Göran Nilsson     | 1984-1985 | Niklas Andersson | 2008-2009   |
| Arne Carlsson (sv) | 1968-1969 | Hasse Sjöö        | 1985-1987 | Joel Lundqvist   | 2009-2023   |
| Lars-Erik Sjöberg  | 1969-1974 | Jan Karlsson      | 1987-1990 | Max Friberg      | depuis 2023 |
| Henric Hedlund     | 1974-1976 | Mikael Andersson  | 1990-1992 |                  |             |
| Leif Henriksson    | 1976-1977 | Terho Koskela     | 1992-1995 |                  |             |
| Lars-Erik Esbjörs  | 1976-1979 | Christian Ruuttu  | 1995-1996 |                  |             |
| Anders Broström    | 1979-1980 | Henrik Nilsson    | 1996-2000 |                  |             |
| Göran Nilsson      | 1980-1983 | Mikael Andersson  | 2000-2003 |                  |             |

### Numéros retirés
- 13 Lars-Eric Lundvall, AG, 1960-1968
- 14 Ronald « Sura Pelle » Pettersson, AD, 1960-68
- 19 Jörgen Pettersson, 1973-80, 1986-91
- 29 Stefan Larsson, D, 1983-1987, 1989-2001